# L'incoronazione di Dario
L'incoronazione di Dario és una dramma per musica en tres actes amb música d'Antonio Vivaldi i llibret en italià d'Adriano Morselli. Es va estrenar al Teatro Sant'Angelo de Venècia el 23 de gener de 1717. Actualment es representa poc.

## Personatges
| Personatge                                                    | Tessitura           | Repartiment de l'estrena 23 de gener de 1717 |
| ------------------------------------------------------------- | ------------------- | -------------------------------------------- |
| Flora, damisel·la de la cort, confident de les dues princeses | contralt            | Rosa Mignati                                 |
| Arpago, guardaespatlles de Statira                            | soprano (travestit) | Antonia Pellizzari                           |
| Oronte, guardaespatlles de Statira                            | soprano castrat     | Carlo Cristini                               |
| Alinda, amant d'Oronte                                        | soprano             | Maria Teresa Cotti                           |
| Niceno, fill de Cir                                           | baix                | Angelo Zannoni                               |
| Argene, germana petita de Statira                             | contralt            | Anna Maria Fabbri                            |
| Statira, primogènita de Cir                                   | contralt            | Anna Vincenza Dotti                          |
| Darios                                                        | tenor               | Annibale Pio Fabri                           |

## Argument
Després de la mort de Cir, rei de Pèrsia, hi havia tres pretendents als tron: Darios, guiat pels seus orígens nobles era el favorit dels sàtrapes de Pèrsia, Oronte era el favorit de la plebs i Arpago, un capità, tenia el suport de l'exèrcit. Darios s'adona serà nomenat qui es casi amb Statira, la filla gran de Cir, i rebi la benedicció de l'Oracle del Sol. Darios consegueix atreure la princesa, però la filla petita de Cir, Argene, secretament enamorada de Darios i amb la secreta ambició de regnar, posa paranys a la parella. Finalment la parella supera aquesta situació i Darios és coronat juntament amb Statira. Argene rep un càstig sever i l'Oracle del Sol beneeix la unió.

## Enregistraments
- 1986 John Elwes, Gérard Lesne, Henri Ledroit, Michel Verschaeve, Ensemble Baroque de Nice dir. Gilbert Bezzina. Harmonia Mundi. HMA 1901235-37.[3]
- 2013 Soprano: Sofia Soloviy (Arpago), Soprano: Roberta Mameli (Alinda), Mezzosoprano: Lucia Cirillo (Oronte), Mezzosoprano: Giuseppina Bridelli (Flora), Contralt: Sara Mingardo (Statira), Contralt: Delphine Galou (Argene), Tenor: Anders Dahlin (Dario), Baríton: Riccardo Novaro (Niceno), Accademia Bizantina dir. Ottavio Dantone. Naïve - Opus 111. OP 30553.